# Wołpa (gmina)
Wołpa – dawna gmina wiejska istniejąca do 1939 roku w woj. białostockim (obecnie na Białorusi). Siedzibą gminy była Wołpa.
W okresie międzywojennym gmina Wołpa należała do powiatu grodzieńskiego w woj. białostockim. Według spisu powszechnego z 1921 roku, gminę zamieszkiwało 5115 osób, w tym 3697 (72%) Polaków, 739 (14%) Białorusinów, 675 (13%) Żydów, 3 Rosjan i 1 Litwin.
16 października 1933 gminę Wołpa podzielono na 19 gromad: Aleksandrówka, Bobry, Daniłowce, Długopol, Dubowce, Dzieńkowce, Hledniewicze, Kowale, Kulszyce, Łazy, Ogryzki, Plebanowce, Połówki, Rybaki, Starzyna, Tupiczany, Wołpa I (część chrześcijańska), Wołpa II (część żydowska) i Zamościany.
Po wojnie obszar gminy Wołpa wszedł w struktury administracyjne Związku Radzieckiego.